# Olympische Winterspiele 2022/Teilnehmer (Amerikanisch-Samoa)
| Gelbes Symbol für Goldmedaillen mit stilisierten Olympischen Ringen | Graues Symbol für Silbermedaillen mit stilisierten Olympischen Ringen | Braundes Symbol für Bronzemedaillen mit stilisierten Olympischen Ringen |
| ------------------------------------------------------------------- | --------------------------------------------------------------------- | ----------------------------------------------------------------------- |
| —                                                                   | —                                                                     | —                                                                       |

Amerikanisch-Samoa nahm an den Olympischen Winterspielen 2022 in Peking nach 1994 zum zweiten Mal in seiner Geschichte an Olympischen Winterspielen teil. Einziger Starter für das Land war der Skeletonpilot Nathan Crumpton.

## Teilnehmer nach Sportarten

### Skeleton
| Athlet          | Lauf 1      | Lauf 1 | Lauf 2      | Lauf 2 | Lauf 3      | Lauf 3 | Lauf 4      | Lauf 4 | Gesamt      | Gesamt |
| Athlet          | Zeit        | Rang   | Zeit        | Rang   | Zeit        | Rang   | Zeit        | Rang   | Zeit        | Rang   |
| --------------- | ----------- | ------ | ----------- | ------ | ----------- | ------ | ----------- | ------ | ----------- | ------ |
| Männer          |             |        |             |        |             |        |             |        |             |        |
| Nathan Crumpton | 1:02,06 min | 22     | 1:01,65 min | 17     | 1:01,60 min | 17     | 1:01,49 min | 18     | 4:06,80 min | 19     |